# 瀬戸南線

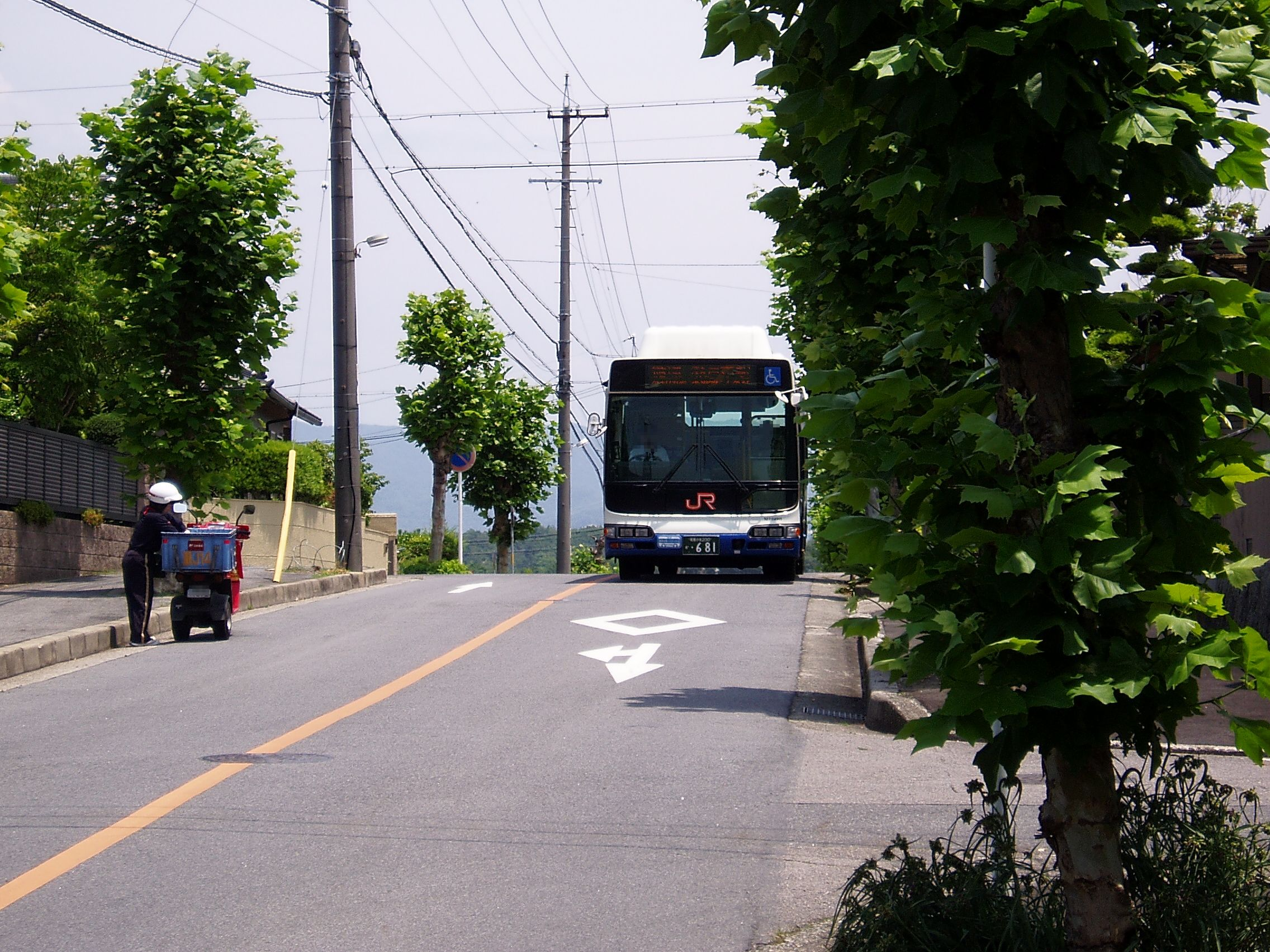
瀬戸西線（瀬戸循環線）水野団地付近

瀬戸南線（せとみなみせん）は、かつて鉄道省運輸局自動車課（省営バス）・日本国有鉄道自動車局（国鉄バス）・東海旅客鉄道・ジェイアール東海バスが運行していた自動車路線である。
本項では、本路線と同じく省営自動車岡多線として開業した瀬戸北線（せときたせん）・瀬戸西線（せとにしせん）、一体に運行されていた中馬線（ちゅうません）、中馬線の支線であった恵那線（えなせん）についても記述する。また、本項では以下、単に「岡多線」と表記した場合は鉄道路線を表し、自動車路線としての岡多線については「省営バス岡多線」「国鉄バス岡多線」と表記することとする。

## 概説

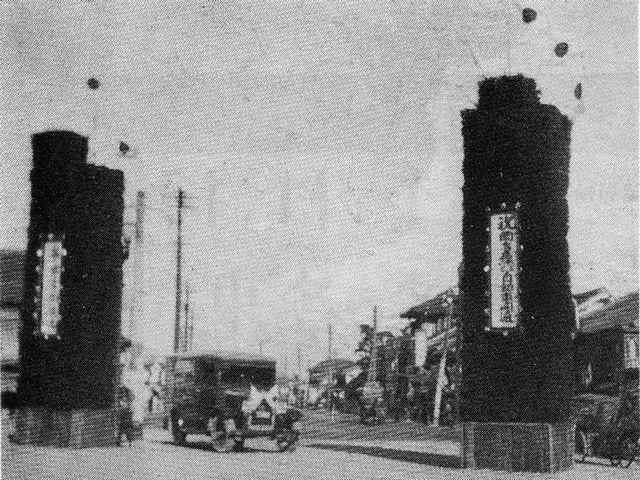
省営バス岡多線開業（1930年12月20日）

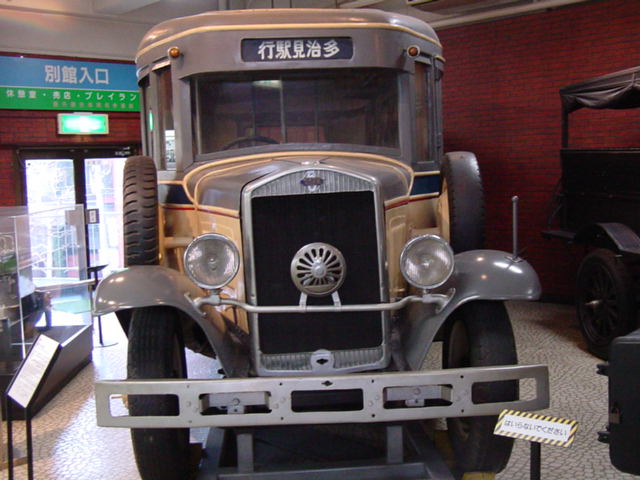
運行を開始した当初の車両。2002年撮影。（旧）交通博物館所蔵品、鉄道博物館を経て、現在はリニア･鉄道館所蔵。

1921年に改正された鉄道敷設法においては、約200路線の鉄道建設予定が計画されていたが、これに対し「計画線の多くは鉄道財政を悪化させる原因となりかねない、不経済な路線ばかりであるため、自動車により鉄道の代行を行なうことが適切」という意見があった。しかし、鉄道省は自動車事業については経験が浅かったことから、アメリカの専門家を顧問として招聘の上、1929年には鉄道省に自動車交通網調査会が設置された。
調査の結果から、いくつかの路線が選定され、さらに絞り込まれた結果、岡崎駅と多治見駅を結ぶ区間が選定された。この区間は、改正鉄道敷設法別表72ノ2に「愛知県岡崎ヨリ同県挙母ヲ経テ岐阜県多治見ニ至ル鉄道」という予定線が記載されている上、東海道本線と中央本線を結ぶことから、「鉄道線の先行」「鉄道線の短絡」という2つの使命を有していた。さらに、当時この区間には沿線に岡崎・瀬戸・多治見という都市が形成されており、各都市を結ぶ乗合馬車が運行されていたこと、さらに路線距離が65.8kmと適度な距離であると考えられたことも理由である。
こうして、省営自動車としては初の路線として1930年12月20日に開業したのが省営バス岡多線である。
省営バス岡多線は鉄道線と同様、旅客輸送と同様に貨物輸送を重視していたが、旅客輸送については順調な営業成績となったのとは対照的に、貨物輸送は不振であった。特に車扱貨物の営業成績が悪かったことから、バスの後部を荷物置場として、手荷物・小荷物および小口扱い貨物を輸送する方法に改められることになった。
運輸省（旧・鉄道省）から国鉄に移管された後の1951年4月11日、中馬線品野 - 上品野が開業、同年6月15日には、明知まで延伸される。岡多線と一体で中馬街道（県道瀬戸明智線。現・国道363号）経由で瀬戸 - 品野 - 片草 - 柿野 - 陶町 - 明知を結ぶ運行系統が設定された。1952年7月20日には中馬線の支線として恵那線明知 - 中津川間が開業、更に1953年10月31日には後の坂本線中津川 - 美乃坂本間が開業した。
三河地方においても1951年5月5日に安城線上渡刈 - 上郷（三河上郷） - 安城が開業したのを皮切りに1953年4月20日に安城線安城 - 刈谷、1954年12月25日に挙母昭和町（東豊田） - 伊保原 - 上伊保（保見町）、1956年4月20日に四郷 - 柿野（後の藤岡線）、1958年7月19日に岡崎 - 三河三谷 - 海の家（期間限定運行、後の1966年に海の家を廃止し三谷乗船場に変更）、1961年5月10日に蒲郡線岡崎 - 蒲郡などが相次いで開業し路線網は豊田・岡崎から刈谷・安城・蒲郡・藤岡・小原にまで拡大した。1966年には浜名線が豊橋から三谷劇場前まで延伸、岡多線と直通して岡崎 - 蒲郡 - 豊橋 - 新居町 - 浜松という系統も運行を開始した。
一方の高蔵寺線に関しても1952年、曽野・定光寺・岩屋堂への路線と高蔵寺 - 春日井が開通、翌1953年には森林公園経由の路線と高蔵寺 - 尾張細野が開通した。
名古屋駅への乗り入れは1955年で、陶都線高蔵寺 - 志段味支所前 - 尾張小幡 - 古出来町 - 名古屋駅間が開通したことにより初めて名古屋駅に乗り入れた。その後、1961年には名古屋線名古屋駅 - 笠寺駅前  - 刈谷 - 安城 - 尾崎 - 暮戸 - 岡崎中央（康生町）が開業した。
1956年、主要地方道岡崎多治見線が国道248号へ昇格。
また、1957年に発表された国鉄自動車の基本方針に、既設の旅客路線については中長距離運転系統、特に急行バスの設定を重点事項とするとされ、その一環として、1957年に完成した有料道路の愛岐道路を経由する愛岐線名古屋 - 多治見間直通急行バスが1958年開設された。この路線は名鉄・東濃鉄道との共同運行で、国鉄バスはそのうちの7往復を担当した。
1970年に鉄道線として岡多線が開業（当初は貨物営業のみ）したのに合わせ、国鉄バス岡多線の路線群は瀬戸記念橋駅を中心拠点として、瀬戸南線・瀬戸北線・瀬戸西線に改称され、路線網は以下のように整理された。
- 瀬戸南線
  - 瀬戸南本線・安城線・蒲郡線・藤岡線
- 瀬戸北線
  - 瀬戸北本線
- 瀬戸西線
  - 瀬戸西本線・陶都線
- 愛岐線
- 中馬線
  - 中馬本線・恵南線
- 恵那線
  - 恵那本線・坂本線

1976年に岡多線が旅客営業を開始した後も、運行便数はさほど減便されることはなかった。1980年には省営自動車運行開始50周年を記念して、岡崎自動車営業所の構内に「国鉄自動車発祥之地」の石碑が建立された。
1985年明知支所を廃止、残った瀬戸自動車営業所明知支所中津川派出所が瀬戸自動車営業所中津川支区に昇格した。翌1986年には中馬線の片草 - 明知、恵那線の明知 - 根ノ上・遠山追分 - 上切 - 恵那富田・橋場 - 阿木が廃止となり明知地区は全廃となった。
国鉄分割民営化後、1988年1月31日に岡多線が愛知環状鉄道線として全線開通すると同時に、本路線が開業当時から有していた「鉄道線の先行」「鉄道線の短絡」という2つの使命は失われた。その後は「鉄道線の培養」に変化し、JR東海バスに引き継がれてからは新豊田駅と三河安城駅を結ぶ路線の新設などの動きもあった。また、1991年7月26日からは、本路線の免許を活用する形で、岡崎市から豊田市・瀬戸市を経由する「ドリームとよた号」の運行を開始した。
しかし、1991年12月25日から瀬戸南本線の八草 - 新豊田が休止されたことにより、ついに瀬戸地区と豊田・岡崎地区を結ぶ一般路線は分断された。
2000年には開業70周年を迎えたが、この時期には路線バスの営業環境が厳しくなってきたことから、JR東海バスでは一般路線の大幅な縮小を計画することになった。2001年3月23日には陶都線の一般路線の大半の区間をガイドウェイシステム線（ゆとりーとライン）へ移行、一般路線の名古屋駅乗り入れが廃止された。

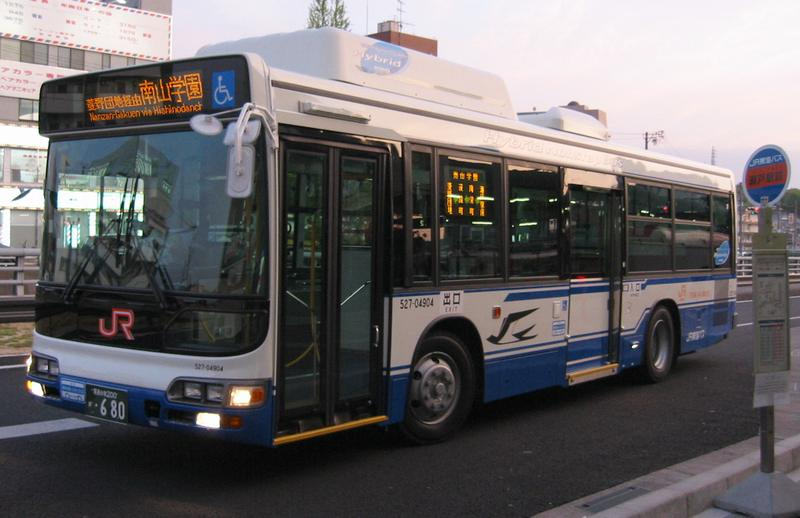
2007年に廃止となった瀬戸南線南山学園行き

路線の短縮は進み、2002年1月31日限りで中津川地区の恵那線は全廃、路線は北恵那交通に移管され、2002年3月31日限りで瀬戸南線の岡崎市側の区間は全廃となったほか、瀬戸市内から愛知工業大学への路線が廃止された。瀬戸西線では高蔵寺駅への乗り入れが廃止になり、瀬戸北線では品野と多治見駅を結ぶ区間が廃止となった。2002年以降、本路線はJR東海バスでは最後の一般路線となった。
2006年7月からは瀬戸北線の路線免許を一部使用した「中央ライナー号」の開設が行なわれたものの、同年9月にはガイドウェイシステム線（ゆとりーとライン）として乗り入れていた高蔵寺駅への乗り入れも廃止された。2007年には瀬戸市内から菱野団地・南山学園へ向かう路線が廃止されたことにより、瀬戸南線の一般路線は全廃となり、「ドリームとよた号」の運行のみが残ることになった。そして2008年8月27日には、JR東海バスが一般路線全廃の意向を愛知県バス対策協議会に申し出た。2009年8月27日には、正式に一般路線から全面撤退することがJR東海バスから公表され、同年9月30日限りで同社の一般路線の運行はすべて廃止された。なお、代替路線が名鉄バスにより運行されている。これらの改廃により、免許上、本路線は「ドリームとよた号」の運行区間のみが残る状態となっていたが、2021年1月31日をもってドリームとよた号が廃止されたため、本路線は完全に消滅、同時に省営バス発祥の地である瀬戸市からJR東海バスの停留所が消滅した。

### 年表
- 1921年 - 鉄道敷設法改正。
- 1929年 - 鉄道省、自動車交通網調査会を設置。
- 1930年12月20日 - 省営バス岡多線（岡多本線、高蔵寺線）開業。
- 1943年11月1日 - 省庁再編により、運輸通信省鉄道総局発足。
- 1945年5月19日 - 運輸省鉄道総局に移行。
- 1949年 - 日本国有鉄道発足。
- 1951年 - 中馬線開業。
- 1952年 - 中馬線の支線として恵那線開業。
- 1955年 - 陶都線名古屋駅乗り入れ開始。
- 1958年 - 東谷橋 - 多治見開業、陶都線名古屋 - 東谷橋を編入し、名古屋 - 多治見間を愛岐線とする。
- 1962年 - 恵那線が中馬線の部より独立し、恵那線が編成された。
- 1965年 - 高蔵寺線が岡多線の部より独立し、高蔵寺線が編成された。
- 1970年 - 鉄道により岡多線が貨物営業開始。国鉄バス岡多線を瀬戸南線・瀬戸北線、高蔵寺線を瀬戸西線に改組。
- 1972年 - 愛岐線定光寺口 - 多治見間廃止、残った名古屋 - 東谷橋を陶都線に、東谷橋 - 定光寺口を瀬戸西本線に編入し、愛岐線の部は削除された。
- 1980年 - 岡崎自動車営業所の構内に「国鉄自動車発祥之地」の石碑を建立。
- 1985年 - 明知支所廃止。中津川派出所の中津川支区昇格。
- 1986年 - 中馬線（片草以東）、恵那線が廃止され、土岐市、瑞浪市、明智町から撤退。
- 1987年4月1日 - 国鉄分割民営化。東海旅客鉄道（JR東海）の自動車事業部管轄となる
- 1988年
  - 1月31日 - 岡多線が愛知環状鉄道線として全線開通。
  - 3月1日 - ジェイアール東海バス設立
  - 4月1日 - JR東海の自動車事業をジェイアール東海バスに引き継ぎ。
- 1991年7月26日 - 岡崎市から豊田市・瀬戸市を経由する「ドリームとよた号」の運行を開始。
- 2001年3月23日 - 陶都線の一般路線の大半の区間をガイドウェイシステム線（ゆとりーとライン）へ移行。JR東海バスの一般路線の名古屋駅乗り入れが廃止。名古屋ガイドウェイバスの車両管理・運行の一部を受託。
- 2002年
  - 2月1日 - 中津川地区の恵那線を北恵那交通に移管し廃止[3]。
  - 4月1日 - 瀬戸南線の岡崎市側の区間が全廃。岡崎営業所を愛知貸切営業所に改組。瀬戸市内 - 愛知工業大学間、瀬戸西線の高蔵寺駅への乗り入れ、瀬戸北線の品野 - 多治見駅間、中馬線の上品野 - 片草間が廃止。
- 2005年10月1日 - 愛知貸切営業所廃止。
- 2006年
  - 7月20日 - 「中央ライナー号」の一部が多治見駅より瀬戸駅前まで延伸。
  - 9月 - ガイドウェイシステム線のうち、高蔵寺系統を廃止。
- 2007年 - 瀬戸市内 - 菱野団地・南山学園間廃止。
  - 10月18日 - 「中央ライナー号」の一部が瀬戸市駅まで延伸。
- 2009年10月1日 - JR東海バス、残る一般路線を全廃。名鉄バスが春日井・瀬戸両市内の路線の代替運行開始。JR東海バスと名鉄バスがゆとりーとラインの車両管理・運行から撤退。瀬戸支店廃止。
- 2011年9月30日 - 中央ライナー号多治見・瀬戸系統運行終了。
- 2021年1月31日 - ドリームとよた号運行終了、路線免許も含めて本路線が完全に消滅。

## 路線一覧

### 開業当時
運行開始当初は岡多本線として岡崎駅-瀬戸記念橋駅-多治見駅間57.1kmと、高蔵寺線として瀬戸記念橋-高蔵寺8.7kmの区間で営業を開始した。
- 岡多本線
  - 岡崎 -  岡崎康生町 - 三河岩津 - 上戸苅 - 樹木 - 挙母昭和町 - 四郷 - 上伊保 - 保見大畑 - 南山口 - 瀬戸記念橋 - 品野 - 下半田川 - 市之倉 - 笠原口 - 多治見

- 高蔵寺線
  - 瀬戸記念橋 - 中水野 - 高蔵寺

### 1986年12月11日時点
国鉄最後となる国鉄自動車路線名称（昭和61年度 日本国有鉄道公示第172号 （昭和61年12月10日 施行12月11日））より抜粋。この時点で明知地区は全廃となった。
- 瀬戸南線
  - 瀬戸南本線
    - 岡崎 - 瀬戸記念橋
    - 三河岩津 - 東名岩津
    - 天神橋 - 藤藪
    - 国江 - 三河上郷
    - 南豊田 - 三河豊田
    - 久保町 - 新豊田
    - 上八草 - 愛工大前
    - 宝ヶ丘 - 聖霊学園前
    - 宝ヶ丘 - 菱野団地 - 御殿橋

  - 安城線
    - 岡崎 - 坂戸 - 横根
    - 安城郵便局前 - 三河上郷
    - 東刈谷駅口 - 東刈谷駅前
- 瀬戸北線
  -     - 瀬戸記念橋－多治見
    - 品野－岩屋堂温泉
    - 上半田川口－榎戸
    - 下半田川口－下半田川
- 瀬戸西線
  - 瀬戸西本線
    - 瀬戸記念橋 - 造形短大口
    - 瀬戸追分 - さつき台 - 南山中学前
    - 西松山町 - 市民公園 - 上松山町
    - 上水野 - 曽野稲荷前
    - 上水野 - 穴田 - 品野
    - 鹿乗 - 東谷橋
    - 鹿乗橋 - 尾張細野
    - 玉野 - 石尾台六丁目 - 尾張細野

  - 陶都線
    - 瀬戸記念橋 - 名古屋
    - 北脇町 - 松原町 - 中水野
    - 瀬戸追分 - 瀬戸市
    - 松原町 - 苗場町 - 南山中学前
    - 南山中学前 - 水野団地
    - 志段味支所前 - 神領
    - 志段味支所前 - 高蔵寺
    - 西松山町 - 中水野
- 中馬線
  -     - 品野 - 片草
    - 上品野口 - 名学大前
- 恵那線
  - 恵那本線
    - 中津川－根之上高原
    - 中京短大口－中京短大

  - 坂本線
    - 恵那駒場－美乃坂本
    - 恵那駒場－後田

### 2009年3月現在
前述の通り、JR東海バスの路線としては現在運行されていない。

#### 路線
- 瀬戸南線
  - 瀬戸南本線
    - 岡崎駅 - 康生町 - 新豊田駅 - 八草駅前 - 瀬戸記念橋駅
    - 「ドリームとよた号」を運行していたが、2021年1月31日で廃止。
- 瀬戸北線
  - 瀬戸市駅 - 瀬戸追分駅 - 瀬戸駅前 - 瀬戸記念橋駅 - 品野 - 上品野
  - 品野 - 上品野は中馬線のままであったが、最後まで一体で運行されていた。
  - 瀬戸市駅と品野の間は「中央ライナー号」を運行していたが、2011年9月30日で廃止。
- 瀬戸西線
  - 瀬戸西本線
    - 瀬戸市駅 - 中水野
    - 春日井駅 - 大池住宅前
    - 鹿乗橋 - 高蔵寺駅
    - 鹿乗橋 - 押沢台五丁目
    - 玉野 - 玉野台団地 - 押沢台五丁目

  - 陶都線
    - 瀬戸追分 - 松原町 - 志段味支所前 - 小幡緑地
    - 松原町 - 中水野
    - 松原町 - 苗場町 - 南山中学前
    - 南山中学前 - 水野団地
    - 水野団地 - 瀬戸みずの坂

#### 運行系統
- 瀬戸北線
  - 瀬戸市駅 - 瀬戸追分駅 - 瀬戸駅前 - 瀬戸記念橋駅 - 品野 - 上品野
- 瀬戸循環線
  - 瀬戸市駅 - 上水野 - 本郷町 - 水野団地 - 苗場町 - 瀬戸市駅
  - 瀬戸市駅 - 松原町 - 水野団地 - 苗場町 - 瀬戸市駅
- ガイドウェイシステム線（ゆとりーとライン）
  - 瀬戸みずの坂 - 水野団地 - 森林公園 - 志段味支所前 - 吉根 - 小幡緑地 (- 名古屋ガイドウェイバスガイドウェイバス志段味線直通 - 大曽根駅）
- 春日井線
  - 春日井駅 - 東野町 - 大池住宅前
- 玉野台循環線
  - 高蔵寺駅 → 鹿乗 → 自衛隊前 → 玉野台団地 → 押沢台5 → 自衛隊前 → 鹿乗 → 高蔵寺駅

## 主な自動車駅
- 瀬戸記念橋駅
- 瀬戸追分駅

## 担当営業所

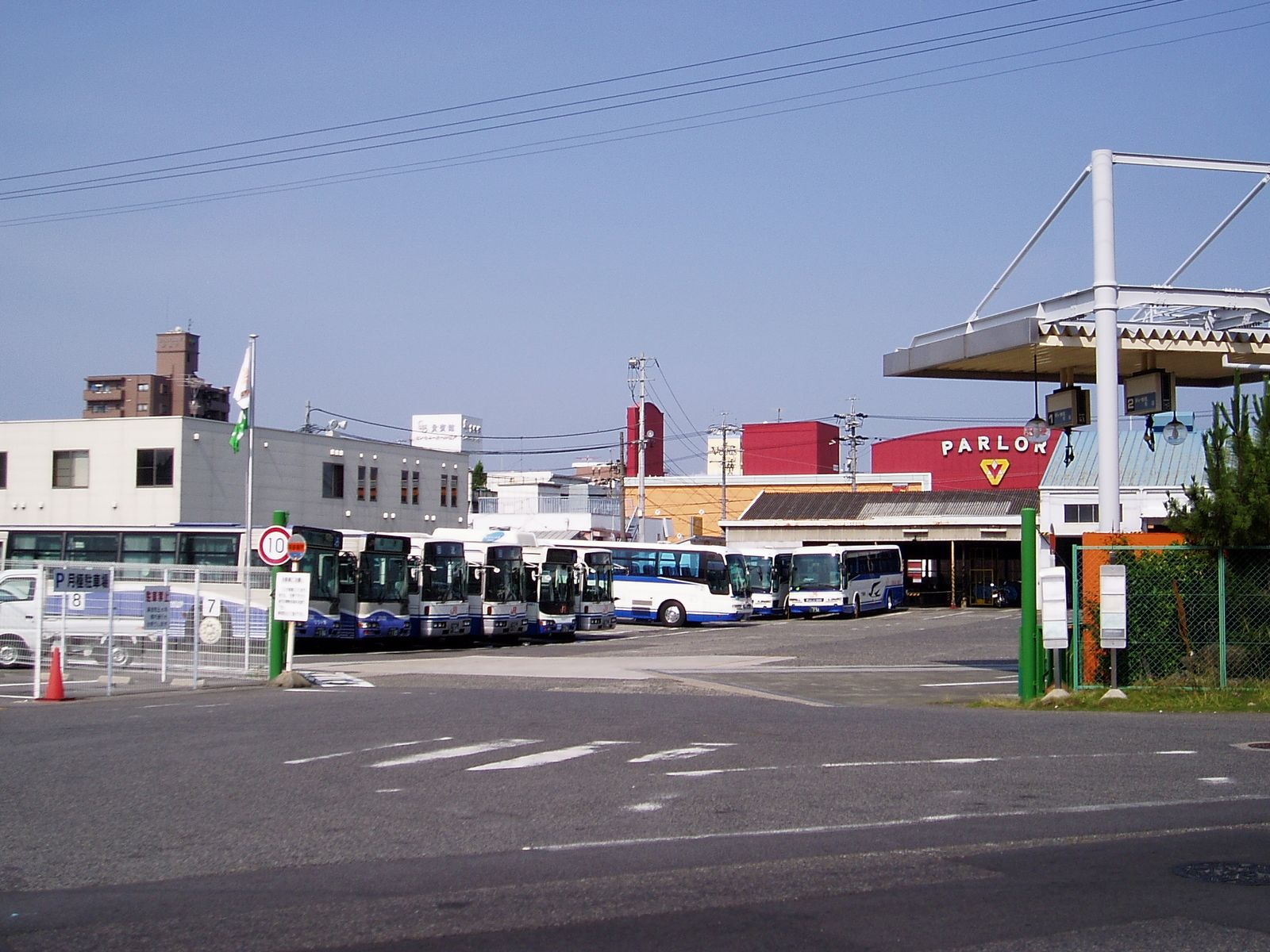
瀬戸支店

- 瀬戸支店（←瀬戸営業所←瀬戸自動車営業所）
  - 愛知県瀬戸市西追分町110

2009年9月30日の一般路線の運行終了と同時に閉鎖となった。跡地はパチンコホール「ベガス」を運営しているダイハチに貸し出され、複数の飲食店とその駐車場ができている。営業所に瀬戸追分駅が併設され、窓口業務も行っていたが、窓口は支店閉鎖に先立って廃止された。なお1985年までは明知に瀬戸自動車営業所明知支所が置かれていた。後に代替となった名鉄バスの陶生病院前停となっていたが、現在は陶生病院構内に移っている。なお瀬戸駅方面行きの停留所は名鉄瀬戸線を挟み陶生病院の前に設置されており、放送では「陶生病院前・瀬戸追分」と案内されていた。
- 岡崎営業所（←岡崎自動車営業所）
  - 愛知県岡崎市中田町1-3

瀬戸南線廃止後、岡崎営業所は貸切バス専門の愛知貸切営業所として存続となったが、2005年限りで閉鎖となった。跡地は、B&Dドラッグストア→PC DEPOTなどに貸している。
- 中津川営業所（←瀬戸自動車営業所中津川支所←瀬戸自動車営業所明知支所中津川派出所）
  - 岐阜県中津川市駒場

恵那線の中津川地区の路線を担当していた。恵那線廃止後は中津川発着の高速バスを担当していたが2005年に閉鎖された。跡地の建物はまる矢塗料という塗料専門店になっている。

## 注記
注釈
1. ↑  開通当初は古出来町経由であった。後の1957年に大曽根・愛知県庁前経由に変更されている。
2. ↑  1950年に開通していた瀬戸 - 志段味支所前 - 神領という経路も利用して名古屋 - 瀬戸・高蔵寺という運行系統がこの時に成立した。
3. ↑  1970年7月に名古屋 - 大高駅前が廃止となり安城線に編入された。
4. ↑  この頃、既に名鉄と東濃鉄道は国道19号線経由の名多線（名古屋 - 多治見）・名中線（名古屋 - 中津川・急行バス）を運行していたが、両社は1968年に増発を実施、さらに1970年に難所であった国道19号の内津峠に内津トンネルが開通し、速達性が向上したため次第に太刀打ちできなくなり、愛岐線は1972年に廃止となった。
5. ↑  陶町 - 明知間は東濃鉄道バス明智線で実質代替。
6. ↑  JR東海バス担当分のみの廃止で、この時には名鉄バス担当分は残った。現在は名鉄バスが運行より撤退し、名古屋市交通局（市営バス）が運行している。
7. ↑  概ね春日井市内の路線は春日井営業所が、瀬戸市内の路線は長久手市にある名古屋営業所が、岡崎市内の路線は岡崎営業所が運行している。
8. ↑  特に瀬戸市内の路線の場合、トランパス、トランパス廃止後はmanacaを使えば、名鉄瀬戸線と名鉄バスとの乗継割引が使え、また定期券も名鉄電車・バスを合わせた一枚で済むので、むしろJRバス時代よりも利便性が向上した。
9. ↑  2011年9月までは「中央ライナー号」も運行していた。

出典
1. ↑  「鉄道省告示第354号」『官報』1930年12月17日（国立国会図書館デジタルコレクション）
2. ↑  初の省営バス、愛知・岐阜で二路線営業『新愛知新聞』昭和5年12月19日（『昭和ニュース事典第2巻 昭和4年-昭和5年』本編p447 昭和ニュース事典編纂委員会 毎日コミュニケーションズ刊 1994年）
3. 1 2  「JR年表」『JR気動車客車編成表 '02年版』ジェー・アール・アール、2002年7月1日、193頁。ISBN 4-88283-123-6。
4. ↑  “路線バスの廃止について（2009年8月27日付の公式サイト内ニュースリリース）”. 2009年9月3日閲覧。